# Exo Planet 5 - Exploration
Tournées par EXO
EXO PLANET #4 - The EℓyXiOn (2017–2018)
L’Exo Planet 5 - Exploration est la cinquième tournée du boys band sud-coréo-chinois EXO qui a débuté le 19 juillet 2019 à Séoul et s'est terminé le 31 décembre 2019 dans la même ville. Xiumin et D.O. n'ont  malheureusement pas pu participer à la tournée en raison de leurs service militaire, Lay, quant à lui, n'a pas non plus pu y participer en raison de sa tournée solo chinoise qui a lieu à la même période. La tournée s'est faite donc avec les six membres disponibles.

## Contexte
L'annonce de la tournée a été faite officiellement par la SM Entertainment le 30 mai 2019, avec six dates à Séoul au Olympic Gymnastics Arena,.

## Faits divers
- EXO a interprété un titre inédit lors de leurs concerts au Japon, il s'agit de "Bird", un single japonais sorti le 10 octobre 2019.

## Médias
Deux de leurs concerts sont sortis en DVD et Blu-ray en 2020, à savoir celui de Yokohama (concert du 23 octobre 2019) et celui de Séoul (concert du 27 juillet 2019). Un album live enregistré lors de leur représentation à Séoul le 28 juillet 2019, est sorti fin avril 2020.

## Liste des concerts
| Date              | Ville        | Pays         | Lieu                            | Audience |
| ----------------- | ------------ | ------------ | ------------------------------- | -------- |
| Asie              |              |              |                                 |          |
| 19 juillet 2019   | Séoul        | Corée du Sud | Olympic Gymnastics Arena        | 84 562   |
| 20 juillet 2019   | Séoul        | Corée du Sud | Olympic Gymnastics Arena        | 84 562   |
| 21 juillet 2019   | Séoul        | Corée du Sud | Olympic Gymnastics Arena        | 84 562   |
| 26 juillet 2019   | Séoul        | Corée du Sud | Olympic Gymnastics Arena        | 84 562   |
| 27 juillet 2019   | Séoul        | Corée du Sud | Olympic Gymnastics Arena        | 84 562   |
| 28 juillet 2019   | Séoul        | Corée du Sud | Olympic Gymnastics Arena        | 84 562   |
| 10 août 2019      | Hong Kong    | Hong Kong    | AsiaWorld-Arena                 | 26 587   |
| 11 août 2019      | Hong Kong    | Hong Kong    | AsiaWorld-Arena                 | 26 587   |
| 23 août 2019      | Manille      | Philippines  | Mall of Asia Arena              | 25 422   |
| 24 août 2019      | Manille      | Philippines  | Mall of Asia Arena              | 25 422   |
| 15 septembre 2019 | Singapour    | Singapour    | Singapore Indoor Stadium        | 12 624   |
| 20 septembre 2019 | Bangkok      | Thaïlande    | Impact Arena                    | 38 456   |
| 21 septembre 2019 | Bangkok      | Thaïlande    | Impact Arena                    | 38 456   |
| 22 septembre 2019 | Bangkok      | Thaïlande    | Impact Arena                    | 38 456   |
| 28 septembre 2019 | Taipei       | Taïwan       | Taipei Arena                    | 24 282   |
| 29 septembre 2019 | Taipei       | Taïwan       | Taipei Arena                    | 24 282   |
| 11 octobre 2019   | Fukuoka      | Japon        | Fukuoka Convention Center       | 36 682   |
| 12 octobre 2019   | Fukuoka      | Japon        | Fukuoka Convention Center       | 36 682   |
| 13 octobre 2019   | Fukuoka      | Japon        | Fukuoka Convention Center       | 36 682   |
| 18 octobre 2019   | Osaka        | Japon        | Osaka-jō Hall                   | 28 156   |
| 19 octobre 2019   | Osaka        | Japon        | Osaka-jō Hall                   | 28 156   |
| 22 octobre 2019   | Yokohama     | Japon        | Yokohama Arena                  | 28 826   |
| 23 octobre 2019   | Yokohama     | Japon        | Yokohama Arena                  | 28 826   |
| 23 novembre 2019  | Jakarta      | Indonésie    | Indonesia Convention Exhibition | 17 684   |
| 14 décembre 2019  | Kuala Lumpur | Malaisie     | Axiata Arena                    | 15 364   |
| 20 décembre 2019  | Miyagi       | Japon        | Sekisui Heim Super Arena        | 32 126   |
| 21 décembre 2019  | Miyagi       | Japon        | Sekisui Heim Super Arena        | 32 126   |
| 22 décembre 2019  | Miyagi       | Japon        | Sekisui Heim Super Arena        | 32 126   |
| 29 décembre 2019  | Séoul        | Corée du Sud | Olympic Gymnastics Arena        | 42 326   |
| 30 décembre 2019  | Séoul        | Corée du Sud | Olympic Gymnastics Arena        | 42 326   |
| 31 décembre 2019  | Séoul        | Corée du Sud | Olympic Gymnastics Arena        | 42 326   |

## Personnel
- Organisateur de la tournée : SM Entertainment
- Artiste : EXO (Suho, Kai, Sehun, Chanyeol, Baekhyun et Chen)
- Promoteur de la tournée : Dream Maker Entertainment (Corée du Sud)
- Billetterie : Yes24 (Corée du Sud)